# Linaria hirta
Linaria hirta är en grobladsväxtart som först beskrevs av Carl von Linné, och fick sitt nu gällande namn av Conrad Moench. Linaria hirta ingår i släktet sporrar, och familjen grobladsväxter. Inga underarter finns listade i Catalogue of Life.